# Stegana lateralis
Stegana lateralis är en tvåvingeart som beskrevs av Wulp 1897. Stegana lateralis ingår i släktet Stegana och familjen daggflugor. Inga underarter finns listade i Catalogue of Life.